# Raymond Carver
Raymond Carver (25. května 1938, Clatskanie, Oregon – 2. srpna 1988, Port Angeles, Washington) byl americký spisovatel a básník.

## Životopis
Carver studoval tvůrčí psaní u Johna Gardnera na Chico State College. Ve studiu pokračoval na Humboldt State College a na University of Iowa. Publikoval v mnoha časopisech, například The New Yorker nebo Esquire, řadu povídek o obyčejných lidech. Jeho práce se vyznačují lakonickým stylem, na kterém měl podíl jeho lektor, Gordon Lish. Lish po Carverově smrti tvrdil, že za úspěch povídek může hlavně on. Stylisticky se Carver řadil k minimalismu, ke skupině špinavého realismu.
Jeho manželkou byla Tess Gallagherová a mezi jeho přátele patřili Tobias Wolff a Richard Ford. V roce 1988 se stal členem American Academy of Arts and Letters. Vyučoval tvůrčí psaní a mezi jeho žáky patřil i Jay McInerney.
Carver byl od dob studií alkoholikem a v 50 letech zemřel na rakovinu plic.

## Dílo

### Fikce

#### Sbírky
- Will You Please Be Quiet, Please? (1976, česky 2011 Buď už, prosím tě, zticha!)
- Furious Seasons (1977)
- What We Talk About When We Talk About Love (1981)
- Cathedral (1983)
- Elephant (1988, česky 2013 Slon a dvacet povídek))

#### Kompilace
- Where I'm Calling From (1988)
- Short Cuts: Selected Stories (1993)
- Collected Stories (2009)

### Poezie

#### Sbírky
- Near Klamath (1968)
- Winter Insomnia (1970)
- At Night The Salmon Move (1976)
- Fires (1983)
- Where Water Comes Together With Other Water (1985)
- Ultramarine (1986)
- A New Path To The Waterfall (1989)

#### Kompilace
- In a Marine Light: Selected Poems (1988)
- All of Us: The Collected Poems (1996)

### Hry
- Dostoevsky (1985, spoluautor Tess Gallagher)

## Zfilmovaná díla
- 1993: Short Cuts – režie: Robert Altman
- 2006: Jindabyne – podle povídky "So Much Water So Close to Home" – režie: Ray Lawrence